# Martin Carlier
Pour les articles homonymes, voir Carlier.
Martin Carlier, né vers 1653 à Piennes (Meurthe-et-Moselle) et mort après 1700, est un sculpteur français.

## Biographie
Martin Carlier est issu d'une famille originaire de Picardie.
Il fait opposition, sans en donner les raisons, au partage de la succession des biens de son confrère Michel Monier (Mosnier), lors de l'inventaire après le décès de celui-ci, le 24 décembre 1686.
Il part pour l'Académie de France à Rome en 1675 comme pensionnaire du roi sous le directorat de Charles Errard. Dans une lettre à Jean-Baptiste Colbert du 2 décembre 1676, Errard lui fait part de la piètre opinion qu'il a de lui. Carlier porte plainte pour le vol de son épée auprès du gouverneur de Rome et déclare qu'il est le fils de Sébastien Carlier. Il est possible qu'il ait été exclu de l'Académie car Colbert écrit à Errard, le 17 février 1679 : « Si vous êtes persuadé que Carlier fasse mieux son devoir, je vous donne pouvoir de le remettre dans l'Académie ». Carlier a dû s'amender car il a exécuté pendant son séjour à Rome, d'après l'antique des collections du Capitole, l’Hermaphrodite Borghèse et le Ganymède. Il quitte Rome en 1680. 
À partir de 1682, il travaille à l'ornement des jardins de Versailles. Il sculpte des vases, un groupe en marbre d'après l'antique représentant Papirius et sa mère et une statue d’Uranie. Ces statues sont terminées en 1694 et lui sont payées 20 650 livres. Il a travaillé à l'église des Invalides et au château de Meudon en collaboration avec François Lespingola, en 1699. Il apparaît pour la dernière fois en 1700 dans les comptes des bâtiments du roi.

## Œuvres
- Jardins de Versailles : 

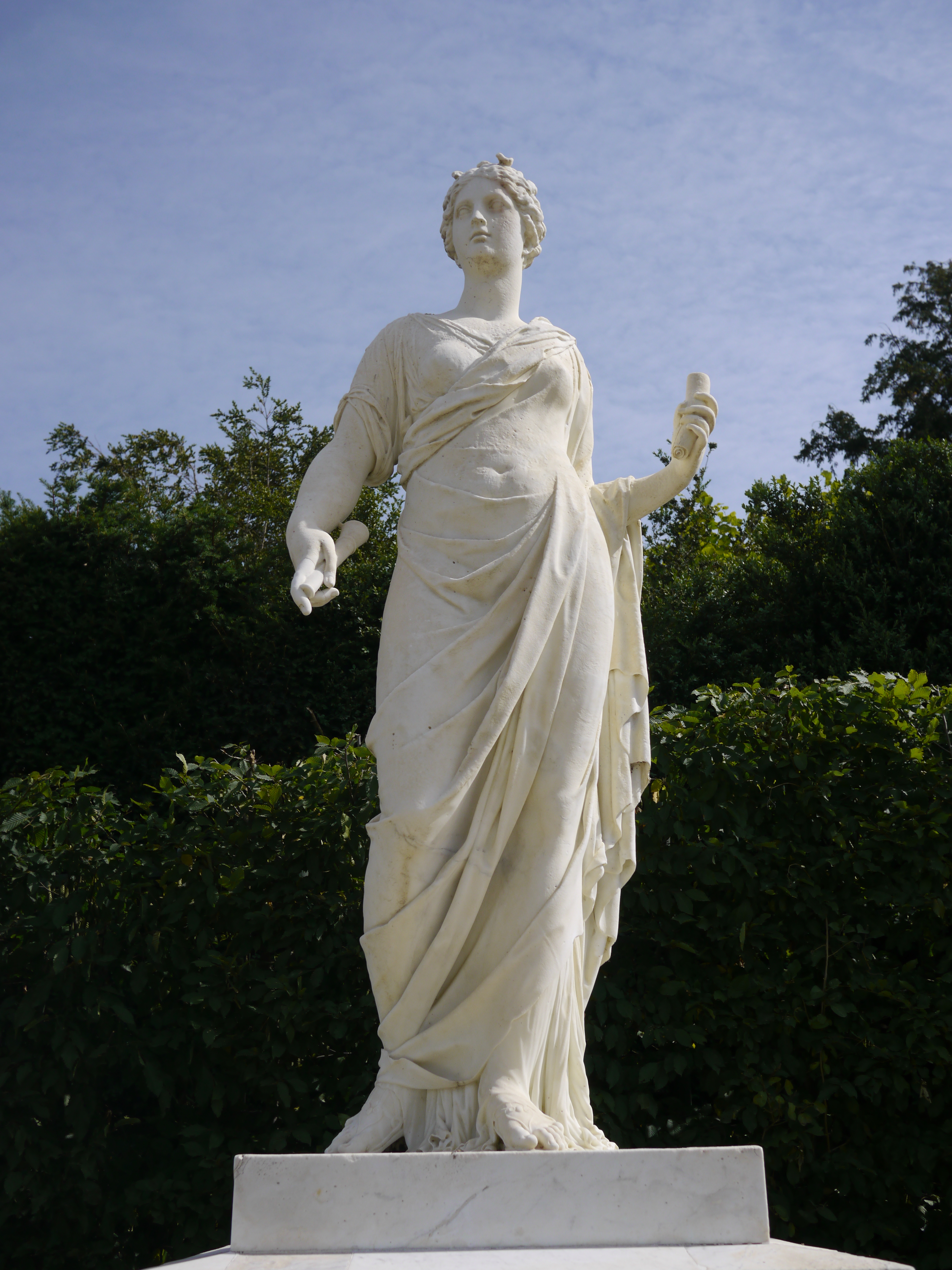
Uranie (1684), d'après l'antique, jardins de Versailles.

  - Hermaphrodite Borghèse, 1679 - 1680, copie d'après le marbre de l'antique conservé à Paris au musée du Louvre[5]
  - Uranie, 1684, d'après l'antique, statue en marbre située sur le pourtour du parterre de Latone[6].
  - Chapiteaux pilastres ioniques en marbre blanc de Carrare, 1687 -1688[7].
  - Papirius et sa mère, ou La Paix des Grecs, 1688[8],[9].
  - Masques, pour le pourtour de la pièce d’eau sous le Dragon. Il est mentionné dans les comptes de février à août 1683 avec les sculpteurs Jean-Jacques Clérion, Gaspard Collignon, Jean Cornu, Antoine Coysevox, Jean Drouilly, Anselme Flamen, François Fontelle, Jacques Houzeau, Simon Hurtrelle, Pierre Laviron, Pierre Legros, Mathieu Lespagnandelle, François Lespingola, Philippe Magnier, Pierre Mazeline, Simon Mazière, Michel Monier, ... ayant réalisés ces masques.